# Tyree Glenn junior
Tyree Glenn junior (* 31. Juli 1940 in Harlem) ist ein amerikanischer R&B- und Jazzmusiker (Saxophon, Gesang) und Schauspieler.

## Leben und Wirken
Glenn ist ein Sohn des Posaunisten Tyree Glenn. Er arbeitete zunächst mit den Fabulous Imperials, mit denen er 1964 die Single Hold My Hand veröffentlichte. 1967 folgte mit dem Trio Barroco die EP Summer. Weiterhin arbeitete er auf dem Broadway. In den 1970er Jahren war er Mitglied der Gruppen von Donald Byrd und Bobbi Humphrey, mit denen er auch auf Alben für Blue Note Records zu hören ist. Seit 1984 lebt er in Deutschland, wo er mit Gene Conners und mit eigenen Bands auftrat. 2006 spielte er mit B. B. King beim Montreux Jazz Festival.
Als Schauspieler trat Glenn u. a. in der amerikanischen Fernsehserie McCoy (1975), in einer Episode von Ein Fall für zwei (1981), einer Folge von Tatort (1999) und im deutschen Spielfilm Super (1984) auf. Neben Helge Schneider spielte er eine Hauptrolle in dem Spielfilm 00 Schneider – Im Wendekreis der Eidechse (2013). In weiteren Hauptrollen war er in den Filmen Luna 13 und Made in Germany (2015) zu sehen.

## Diskographische Hinweise
- Tyree Glenn, Jr. & Brain Damage: Live in Shalanda (M.S.M. Records 1978)
- Mittwochs in Marl (Blind Man 1981)
- Dance Dance Dance Dance (Pass Records 1991)
- Hair Today – Gone Tomorrow (TyGlo Records 1993; Preis der deutschen Schallplattenkritik)
- Superbad! The Best of Tyree Glenn Jr. (2020)